# Odontomachus
Odontomachus é um gênero de formigas carnívoras da subfamília das poneríneas, possuidoras de poderosa picada.
As formigas-armadilha do gênero Odontomachus são equipadas com mandíbulas chamadas mandíbula-armadilha, que se fecham mais rápido do que qualquer outro apêndice predatório no reino animal. Um estudo de Odontomachus bauri registrou velocidades máximas entre 126 e 230 km/h, com as mandíbulas fechando em média 130 microsegundos. Uma vez que a presa toca os pelos sensoriais das mandíbulas, estas fecham-se rapidamente em apenas 0,13 milissegundos.
 Observou-se também que as formigas usavam suas mandíbulas como catapulta para ejetar intrusos ou se atirar para trás para escapar de uma ameaça. Antes de atacar, a formiga abre amplamente suas mandíbulas e as trava nesta posição por um mecanismo interno. A energia é armazenada em uma espessa faixa muscular e liberada de forma explosiva quando desencadeada pela estimulação de órgãos sensoriais semelhantes a pelos na parte interna das mandíbulas. As mandíbulas também permitem movimentos lentos e finos para outras tarefas.

## Espécies
Lista de espécies retirada de (Bolton 1995).

Operária de O. haematodus.

O. haematodus larva.

- Odontomachus aciculatus F. Smith, 1863
- Odontomachus affinis Guerin-Meneville, 1844
- Odontomachus allolabis Kempf, 1974
- Odontomachus angulatus Mayr, 1866
- Odontomachus animosus F. Smith, 1860
- Odontomachus assiniensis Emery, 1892
- Odontomachus banksi Forel, 1910
- Odontomachus bauri
- Odontomachus biolleyi Forel, 1908
- Odontomachus biumbonatus Brown, 1976
- Odontomachus bradleyi Brown, 1976
- Odontomachus brunneus Patton, 1894
- Odontomachus caelatus Brown, 1976
- Odontomachus cephalotes F. Smith, 1863 (Indonésia, Austrália, etc)
- Odontomachus chelifer Latreille, 1802
- Odontomachus circulus M. Wang, 1993
- Odontomachus clarus Roger, 1861
- Odontomachus coquereli Roger, 1861
- Odontomachus cornutus Stitz, 1933
- Odontomachus erythrocephalus Emery, 1890
- Odontomachus floresensis Brown, 1976 (Indonésia: Flores)
- Odontomachus fulgidus M. Wang, 1993
- Odontomachus granatus M. Wang, 1993
- Odontomachus haematodus (Linnaeus, 1758) (América do Sul, introduzida na Austrália antes de 1876)
- Odontomachus hastatus Fabricius, 1804
- Odontomachus imperator Emery, 1887
- Odontomachus infandus F. Smith, 1858
- Odontomachus insularis Guerin-Meneville, 1844
- Odontomachus laticeps Roger, 1861
- Odontomachus latidens Mayr, 1867
- Odontomachus latissimus Viehmeyer, 1914
- Odontomachus malignus F. Smith , 1859
- Odontomachus mayi Mann, 1912
- Odontomachus meinerti Forel, 1905
- Odontomachus montanus Stitz, 1925
- Odontomachus monticola Emery, 1892
- Odontomachus mormo Brown, 1976
- Odontomachus nigriceps F. Smith, 1860
- Odontomachus opaciventris Forel, 1899
- Odontomachus opaculus Viehmeyer, 1912
- Odontomachus panamensis Forel, 1899
- Odontomachus papuanus Emery, 1887
- Odontomachus peruanus Stitz, 1933
- Odontomachus pseudobauri De Andrade, 1994
- Odontomachus rixosus F. Smith, 1857
- Odontomachus ruficeps F. Smith, 1858 (Austrália)
- Odontomachus rufithorax Emery, 1911
- Odontomachus ruginodis M.R. Smith, 1937
- Odontomachus saevissimus F. Smith, 1858
- Odontomachus scalptus Brown, 1978
- Odontomachus silvestrii W.M. Wheeler, 1927
- Odontomachus simillimus F. Smith, 1858 (Austrália, Fiji, etc)
- Odontomachus spinifer De Andrade, 1994
- Odontomachus spissus Kempf, 1962
- Odontomachus sumbensis Brown, 1976
- Odontomachus tensus M. Wang, 1993
- Odontomachus testaceus Emery, 1897
- Odontomachus troglodytes Santschi, 1914 (África, Madagáscar, Seicheles)
- Odontomachus turneri Forel, 1900 (Austrália)
- Odontomachus tyrannicus F. Smith, 1859
- Odontomachus xizangensis M. Wang, 1993
- Odontomachus yucatecus Brown, 1976